# 아클라논 족
아클라논 족은 광의적으로 비사야어의 민족언어학적 집단의 일부로, 그들은 최대의 필리핀인 민족언어학적 집단을 구성하고 있다.

아클란족의 고향인 아클란주의 위치

## 지역
아클라논 족은 파나이섬의 아클란주에서 다수를 형성하고 있다. 그들은 또한 일로일로, 안티케, 그리고 카피스, 롬블론 같은 다른 파나이 지방에서도 발견된다. 다른 비사야어와 같이, 아클란어도 메트로 마닐라, 민다나오, 심지어 미국에서도 이 언어를 말하는 사람을 발견할 수 있다.

## 역사
아클란족은 철기시대에 필리핀으로 이주한 오스트로네시안 이민자들의 후손이다. 이 이름은 그들이 살고 있는 아케안 강에서 따온 것이며, 아케안은 끓는 곳이라는 의미이다.

## 같이 보기
- 아클라논어
- 아클란주
- 비사야족